# 21. ceremonia wręczenia nagród David di Donatello
21. ceremonia wręczenia włoskich nagród filmowych David di Donatello odbyła się 24 lipca 1976 w antycznym teatrze greckim w Taorminie.

## Laureaci i nominowani
Laureaci nagród wyróżnieni są wytłuszczeniem.

### Najlepszy film
- Szacowni nieboszczycy (tytuł oryg. Cadaveri eccellenti, reż. Francesco Rosi)

### Najlepszy reżyser
- Mario Monicelli – Moi przyjaciele (tytuł oryg. Amici miei)
- Francesco Rosi – Szacowni nieboszczycy (tytuł oryg. Cadaveri eccellenti)

### Najlepszy reżyser zagraniczny
- Miloš Forman – Lot nad kukułczym gniazdem (tytuł oryg. One Flew Over the Cuckoo's Nest)

### Najlepszy scenariusz
- Alberto Bevilacqua i Nino Manfredi – Attenti al buffone

### Najlepsza aktorka
- Monica Vitti – Kaczka w pomarańczach (tytuł oryg. L'anatra all'arancia)

### Najlepszy aktor
- Ugo Tognazzi – Moi przyjaciele (tytuł oryg. Amici miei)  i Kaczka w pomarańczach (tytuł oryg. L'anatra all'arancia)
- Adriano Celentano – Artystyczny kant (tytuł oryg. Bluff - Storia di truffe e di imbroglioni )

### Najlepszy aktor zagraniczny
- Philippe Noiret – Stara strzelba (tytuł oryg. Le Vieux Fusil)
- Jack Nicholson – Lot nad kukułczym gniazdem (tytuł oryg. One Flew Over the Cuckoo's Nest)

### Najlepsza aktorka zagraniczna
- Isabelle Adjani – Miłość Adeli H. (tytuł oryg. L'histoire d'Adèle H.)
- Glenda Jackson – Hedda

### Najlepsza muzyka
- Franco Mannino – Niewinne (tytuł oryg. L'innocente)

### Najlepszy film zagraniczny
- Nashville (reż. Robert Altman)

### Nagroda David Lucino Visconti
- Michelangelo Antonioni

### Nagroda David Europeo
- Jan Troell

### Nagroda specjalna (David Speciale)
- Agostina Belli
- Martin Bregman
- Christian De Sica
- Fulvio Frizzi
- Ennio Lorenzini
- Ornella Muti
- Michele Placido
- Sydney Pollack